# Der Fuehrer's Face
Der Fuehrer's Face (původně pod názvem Donald Duck in Nutzi Land) je americký animovaný propagandistický krátký film z produkce studia Walt Disney, který byl vydán RKO Radio Pictures v roce 1943. Animovaný film, v němž se objeví Kačer Donald, který má noční můru o práci v továrně nacistického Německa, byl vyroben ve snaze prodávat válečné dluhopisy a je také příkladem americké propagandy během druhé světové války. Film byl režírován Jackem Kinneyem a napsal ho Joe Grant s Dick Huemer s původní hudbou Olivera Wallace. Film je dobře známý pro původní píseň „Der Fuehrer's Face“, která ale byla ve skutečnosti vydána Spikem Jonesem ještě před tím.
Der Fuehrer's Face získal Cenu Akademie za nejlepší krátký animovaný film na 15. ročníku udílení Oscarů. V roce 1994 byl zvolen jako 22. z 50 nejlepších animovaných filmů. Nicméně kvůli svému propagandistickému charakteru a vyobrazení Kačera Donalda jako nacisty (i když neochotného), Disney nepustil film po prvním vydání do dalšího oběhu. První vydání v podobě DVD se objevilo až v roce 2004 spolu s vydáním třetí vlny Walt Disneyho pokladů.

## Děj
Film začíná v karikatuře v karikatuře německého města, kde stromy, větrné mlýny, ploty, telegrafní sloupy i mraky mají tvar svastik, zatímco domy připomínají tvář Adolfa Hitlera.
Kačer Donald, zde jako německý občan, je ve 4 hodiny ráno probuzen svým budíkem s pickelhaube, kohout venku předvede nacistický pozdrav a zakokrhá „Heil Hitler“. Když členové kapely projdou kolem Donaldova domu, vystrčí ho z postele bajonetem. Donald se otočí a pozdraví portréty Hitlera, Hirohita a Mussoliniho.
Donald jde udělat snídani. Ta se kvůli přídělům skládá z chleba tak tvrdého, že se musí řezat pilou, kávy uvařené z jednoho kávového zrna a spreje s příchutí slaniny a vajec. Venku pochodující vojenská kapela mu dá k přečtení kopii Mein Kampfu, načež pak vpochoduje do jeho domu a doprovodí ho do továrny.
V továrně Donald začíná šroubovat víčka na dělostřelecké granáty na montážní lince. Mezi granáty občas projíždí portréty Vůdce, takže Donald musí pro každý portrét provést nacistický pozdrav, a to vše při šroubování víček druhou rukou. Každá nová várka granátů má jinou velikost, od jednotlivých kulek až po mohutné granáty větší než Donald. Tempo montážní linky se zrychluje a Donald má stále větší potíže s plněním všech úkolů. Když Donald reptá, stráže ho zaslechnou a namíří na něj bajonety, což ho donutí odvolat své stížnosti.
Donald má několik sekund „placené dovolené“, která spočívá v nuceném cvičení před obrazem Alp. Pak hlas (zřejmě Donaldova nadřízeného) prohlásí, že Donald musí „na základě Vůdcova zvláštního dekretu“ pracovat přesčas. Práce pokračuje ještě rychlejším tempem, zatímco hlas neustále křičí rozkazy. Donald se nervově zhroutí a halucinuje o dělostřeleckých granátech. (Část této animace jsou použité části sekvence „Růžoví sloni na přehlídce“ z filmu Dumbo).
Když halucinace zmizí, Donald se probudí v jiné posteli (v pyžamu ve stylu vlajky USA), a ihned vidí stín postavy, která drží pravou ruku vztyčenou. V domnění, že jde o nacistický pozdrav, ihned ho zopakuje.  Pak si všimne, že jde o stín modelu Sochy svobody na jeho parapetu. Donald si uvědomí, že celá vše byla noční můra a že žije ve Spojených státech.
Krátký film končí karikaturou Hitlera, na kterou je hozeno rajče, utvořící po dopadu slova Konec.
Send feedback
Side panels
History
Saved

## V jiných médiích
- V srpnu 1943 se na obalu komiksu Four Favorite comic (na obrázku) objevilo několik lidí, kteří zpívají „Der Fuehrer's Face“
- Tento krátký film byl také uveden v padesátých narozeninách Kačera Donalda.
- Film se také objevil ve filmu Pearl Harbor (2001)